# Raza

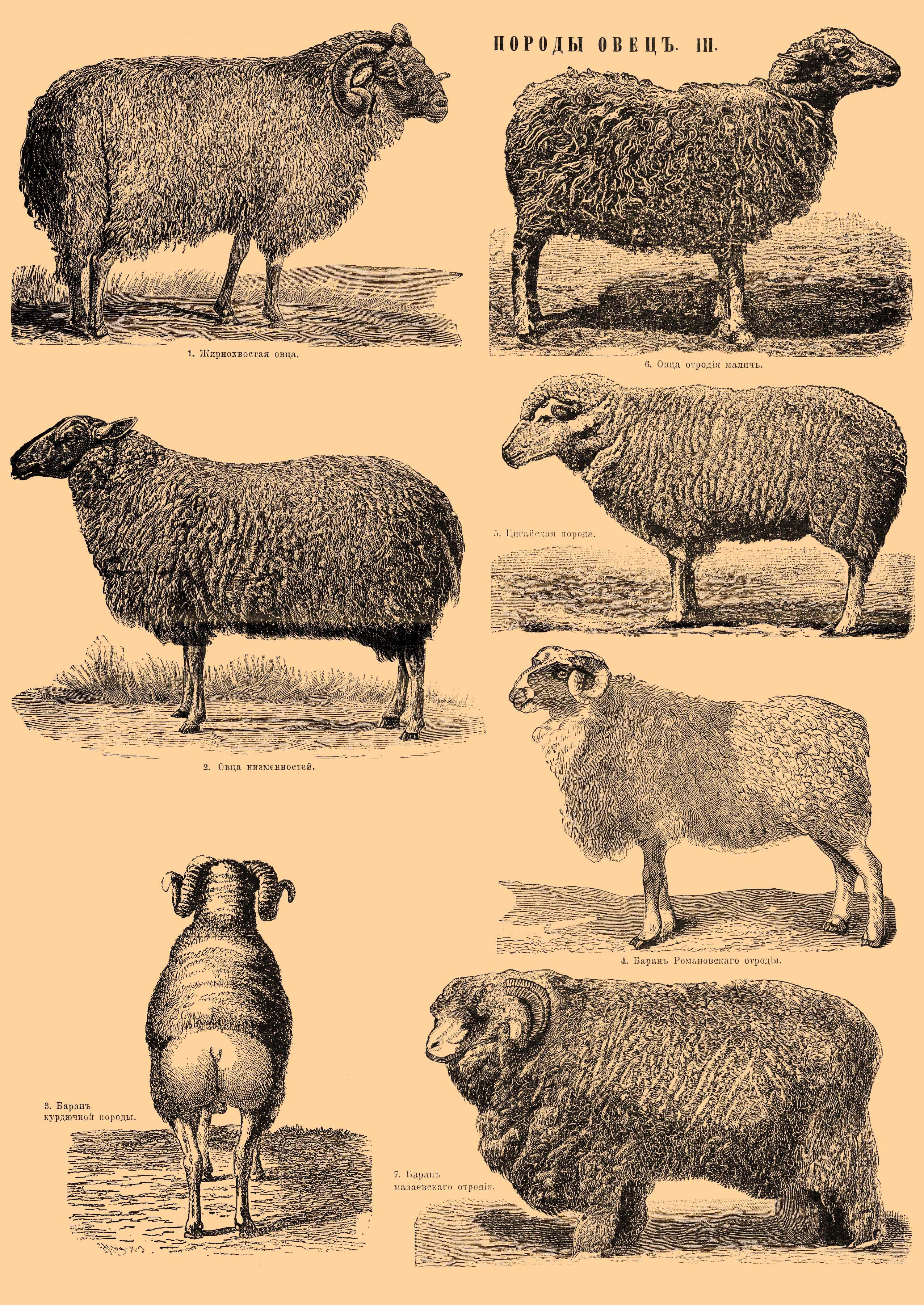
Razas de ovejas en el Diccionario Enciclopédico de Brockhaus y Efron (1890-1907).

En biología, el término raza se emplea para designar a los grupos en que se subdividen algunas especies en función de rasgos fenotípicos heredados genéticamente. Su uso comenzó en el siglo XVI y alcanzó su auge en el siglo XIX, cuando incluso llegó a considerarse una categoría taxonómica equivalente a la de subespecie. Sin embargo, en 1905 el Congreso Internacional de Botánica eliminó el valor taxonómico de «raza» en las plantas. Aun así, la palabra se mantiene en el lenguaje común y continúa utilizándose con frecuencia, especialmente en referencia a animales domésticos.
En cuanto al ser humano (Homo sapiens), la mayoría de los especialistas coinciden en que el término «raza» resulta inadecuado para clasificar a los distintos grupos humanos, y consideran más apropiado hablar de etnia o población. De hecho, la posición predominante en la ciencia sostiene que, desde el punto de vista biogenético, las «razas humanas» no existen, tratándose más bien de construcciones sociales.
No obstante, algunos autores, como Massimo Pigliucci y Jonathan Kaplan, argumentan que, en sentido biológico, pueden identificarse razas humanas entendidas como poblaciones locales adaptadas a entornos específicos, las cuales se comprenden mejor a través del concepto ecológico de ecotipos. Sin embargo, estas «razas ecotípicas» no coinciden con las categorías raciales de uso común, en gran medida porque ecotipos similares han surgido de manera independiente en distintos lugares. Sosteniendo que, en consecuencia, aunque puedan reconocerse razas humanas en un sentido natural, estas tienen poco o nada en común con las «razas» populares o tradicionales.

## Según la RAE
Según la Real Academia Española, la definición de «raza» es: 

1. Casta o calidad del origen o linaje.
2. f. Cada uno de los grupos en que se subdividen algunas especies biológicas y cuyos caracteres diferenciales se perpetúan por herencia.

Mientras que «etnia» significa: 

1. Comunidad humana definida por afinidades raciales, lingüísticas, culturales, etc.

## Clasificación
Las razas se clasifican de acuerdo con cualquier característica identificable, incluidas las frecuencias alélicas. "Las diferencias raciales son relativas, no absolutas". Las diferencias adaptativas que distinguen las razas pueden acumularse incluso con un flujo genético sustancial y una variación de hábitat clinal (en lugar de discreta). Las zonas híbridas entre razas son barreras semipermeables al flujo de genes.
Raza cromosómicaUna población que se distingue por tener cariotipos únicos, es decir, diferentes números de cromosomas (ploidía) o diferentes estructuras cromosómicas.
Raza geográficaUna población distinta que está aislada en un área particular de otras poblaciones de una especie, y consistentemente distinguible de las otras, por ejemplo, morfología (o incluso solo genéticamente). Las razas geográficas son alopátricas.
Raza fisiológicaUna población de individuos que no necesariamente difieren en morfología de otros miembros de la especie, pero que tienen una fisiología o comportamiento identificable diferente. Una raza fisiológica puede ser un ecotipo, parte de una especie que se adapta a un hábitat local diferente, definido incluso por una fuente de alimento específica. Las especies parasitarias, a menudo vinculadas a ninguna ubicación geográfica, con frecuencia tienen razas que se adaptan a diferentes huéspedes, pero difíciles de distinguir cromosómicamente.

## En taxonomía
En taxonomía la raza es una categoría informal en la jerarquía taxonómica para el que existen varias definiciones. A veces se usa para denotar un nivel por debajo del de una subespecie, mientras que en otras ocasiones se usa como sinónimo de subespecie. Se ha utilizado como un rango más alto que la cepa, con varias cepas que componen una raza. Las razas pueden ser poblaciones genéticamente distintas de individuos dentro de la misma especie, o pueden definirse de otras formas, por ejemplo, geográfica o fisiológicamente. El aislamiento genético entre razas no es completo, pero es posible que se hayan acumulado diferencias genéticas que no son (todavía) suficientes para separar especies.
El término es reconocido por algunos científicos, pero no se rige por ninguno de los códigos formales de nomenclatura biológica. Las unidades taxonómicas por debajo del nivel de subespecies no se aplican a los animales.
Si las razas son lo suficientemente diferentes o si han sido probadas para mostrar poca conexión genética independientemente del fenotipo, dos o más razas pueden identificarse como subespecies u otro rango infraespecífico, y se les puede asignar un nombre. Ernst Mayr escribió que una subespecie puede ser "una raza geográfica que es lo suficientemente diferente taxonómicamente como para merecer un nombre aparte".
El estudio de las poblaciones de razas etiquetadas preliminarmente a veces puede conducir a la clasificación de una nueva especie. Por ejemplo, en 2008, dos poblaciones de chicharritas (Nilaparvata lugens) en Filipinas, una adaptada para alimentarse de arroz y otra de pasto Leersia hexandra, fueron reclasificadas de razas en "dos especies simpátricas distintas" pero muy afines, basado en la baja tasa de supervivencia cuando se le da la fuente de alimento opuesta, las barreras para la hibridación entre las poblaciones, la preferencia uniforme por el apareamiento entre miembros de la misma población, las diferencias en los sonidos de apareamiento, las variaciones de oviposición y otras características distinguibles.
Para las bacterias patógenas adaptadas a huéspedes particulares, las razas pueden denominarse formalmente patovares. Para los organismos parásitos regidos por el Código Internacional de Nomenclatura para algas, hongos y plantas, se utiliza el término forma specialis (plural formae speciales).

## En botánica
El concepto de raza se desarrolló durante la segunda mitad del siglo XIX cuando A. De Candolle recoge al término, ya antiguo en los trabajos de horticultura, en sus Leyes de nomenclatura (1867). De Candolle estableció categorías infraespecíficas en las especies cultivadas, semejantes a las que tenían las especies silvestres. Así, la raza (= proles, 'stirps') la equiparó a la subespecie, y la subraza (subproles), a la variedad.
A finales del siglo XIX y comienzos del siglo XX aparecieron una serie de floras donde el empleo de raza como categoría taxonómica es casi constante y con sentidos diversos. Georges Rouy (1851-1924) opina que las razas (= 'forme') tienen unos caracteres cuantitativos constantes y están sometidas a un aislamiento estacional, altitudinal, geográfico, edáfico, etc.; por ello situó esta categoría, igual que hicieron P. Ascherson, P. Graebner y H. Engler, entre la subespecie y la variedad. Este concepto de raza se emplea por algunos autores posteriores para definir subespecies. J. Briquet utilizó el término raza como sinónimo de la variedad en las especies cultivadas, y G. Sampaio como categoría intermedia entre la especie y la variedad.
Ante el empleo de raza tanto para las plantas cultivadas como para las silvestres, el Congreso Internacional de Botánica de 1905, celebrado en Viena, eliminó de las primitivas Leyes de Nomenclatura de De Candolle el artículo referente a las variaciones de las plantas cultivadas, desaconsejando el empleo de raza y subraza como categorías taxonómicas.

## En animales
En animales, su uso actual está restringido a los animales domésticos. El ser humano ha ido dominando los animales desde el Neolítico, y a lo largo de la historia, ya sea para aprovechar su carne y otros derivados (leche, lana, huevos, etc.), servicios de fuerza (caballos, bueyes, elefantes) o por su compañía como mascotas. Es así que las razas animales se han manipulado por selección y cruzas, incluso con técnicas como la inseminación artificial. Tiene gran importancia en veterinaria, ganadería y zootecnia; justamente zootecnia en inglés se traduce breeding ('raza=breed) pues la raza es importante para la obtención del óptimo rendimiento de la crianza. Actualmente existe preocupación en la preservación de las razas animales en peligro de extinción.

## En micología y fitopatología
La clasificación de los microbios fúngicos en razas se realizó con frecuencia en micología, el estudio de los hongos y, especialmente, en la fitopatología, el estudio de las enfermedades de las plantas, que a menudo son fúngicas. El término "raza fisiológica" se recomendó para su uso sobre "forma biológica" en el Congreso Botánico Internacional de 1935. Aunque históricamente el término ha sido usado de manera inconsistente por los fitopatólogos, la tendencia moderna es usar raza para referirse a "grupos de genotipos de hospedadores permitiendo la caracterización de la virulencia" (en términos más simples: agrupando los hongos parásitos en razas en función de la intensidad con la que afectan a las plantas hospedadoras particulares).
La producción comercial del Cucumis melo (melón), por ejemplo, ha estado involucrada en una "carrera armamentista" biológica, desde 1925, contra el mildiú polvoriento de las cucurbitáceas, causado por razas sucesivas del hongo Podosphaera xanthii, con nuevos cultivares de melones que se están desarrollando para resistencia a estos patógenos. Una revisión de la literatura de 2004 sobre este tema concluyó que "la identificación de razas es importante para la investigación básica y es especialmente importante para la industria de semillas comerciales", pero se consideró que tenía poca utilidad en la horticultura para elegir cultivares específicos. La población de patógenos puede cambiar geográfica, estacionalmente y por planta hospedante. La clasificación de las razas de hongos puede resultar difícil porque las respuestas de las plantas hospedadoras a poblaciones particulares de hongos pueden verse afectadas por la humedad, la luz, la temperatura y otros factores ambientales; es posible que no todas las plantas hospedadoras respondan a determinadas poblaciones de hongos o viceversa; y la identificación de distancia genética entre poblaciones que se cree que forman distintas razas de hongos puede resultar difícil de alcanzar.

## En seres humanos
En antropología física o antropología clásica, raza se ha empleado históricamente en la diferenciación de los seres humanos por sus características fenotípicas. Sin embargo, a partir de los años 1950 y 1960 el término comenzó a ponerse en cuestión con el advenimiento de la genética humana y de las nuevas corrientes antropológicas. Hoy existe un amplio consenso científico de que no existen razas humanas en un sentido biológico.

Las razas no existen, ni biológicamente ni científicamente. Los hombres por su origen común, pertenecen al mismo repertorio genético. Las variaciones que podemos constatar no son el resultado de genes diferentes. Si de “razas” se tratara, hay una sola “raza”: la humana.
José Marín González, Doctor en Antropología de la Universidad La Sorbonne de París

Es actual en el contexto del debate acerca de la existencia o no de las razas en Homo sapiens y el término raza es aún usado en el uso popular o coloquial y cada vez más desaconsejado en el lenguaje científico. En su lugar, como ya se mencionó anteriormente, se prefiere el uso del término etnia o población. Tal y como comentó la antropóloga estadounidense Ruth Benedict: “En la historia mundial, quienes han contribuido a la construcción de una misma cultura no son necesariamente de una sola raza, y no todos de una misma raza han participado de una cultura. En el lenguaje científico, la cultura no es una función de la raza”. No debe perderse de vista que el concepto de etnia es un concepto de tipo -emic, que puede usarse de manera no ambigua, mientras que el concepto raza pretendía ser un concepto de tipo -etic que como tal no resultó válido al ser difícil precisar el límite de una raza a la luz de los hallazgos genéticos.

“Existe un gran consenso entre los antropólogos y genetistas humanos de que, desde el punto de vista biológico, las razas humanas no existen”
Sergio Pena, investigador

Así lo manifiesta también Michel Wieviorka: «la idea de raza en sí misma es falsa: todos los hombres y todas las mujeres pertenecen a una sola especie, la especie humana. Para un especialista en genética, la idea de raza no se sostiene. […] Los que hablan de razas... son racistas».
Sin embargo, aunque esta puede parecer la opinión mayoritaria y la que transciende al público general a través de los medios, la afirmación no es siempre cierta. Encuestas entre científicos especialistas muestran que unas veces la mayoría de ellos sostiene la existencia de las razas humanas como algo biológico y en otras encuestas sucede lo contrario. En una encuesta de 2001, a la pregunta, ¿está de acuerdo con la siguiente afirmación?: “Hay razas biológicas en la especie Homo sapiens”, el 69 % de los antropólogos físicos estadounidenses y el 80 % de los antropólogos sociales encuestados respondió negativamente, mientras que otra encuesta de 2001 entre antropólogos polacos solo el 25 % rechazaba el concepto de raza. En otra encuesta anterior (Lieberman et al. 1992), el 85 % de los biólogos y el 64 % de los psicólogos evolutivos encuestados respondían afirmativamente a la misma cuestión.
También el antropólogo Vincent Matthew Sarich de la Universidad de California en Berkeley aboga por seguir utilizando el término «raza» aplicado a los seres humanos.

Los últimos treinta o cuarenta años de ciencias sociales han traído una censura autoritaria a la forma en que se nos permite pensar y hablar sobre la diversidad de las personas en la Tierra. [..] somos, oficialmente, todos iguales: no hay razas.

Imperfecto como las viejas ideas sobre razas, los estudios genómicos modernos revelan un panorama sorprendente, atractivo y diferente sobre la diversidad genética humana. Somos, en promedio, alrededor del 99,5 % genéticamente similares entre unos y otros. Se trata de una nueva cifra, frente a la estimación anterior de 99,9 %. Para poner en perspectiva lo que puedan parecer diferencias minúsculas, somos alrededor del 98,5 % similares, tal vez más, a los chimpancés, nuestros parientes evolutivos más cercanos.

Esta nueva cifra tiene gran importancia para nosotros. Entre otras cosas, deriva de muchas diferencias genéticas pequeñas que se han conocido a partir de estudios comparativos de poblaciones humanas.
[…]
Lo que todo esto significa es que, nos guste o no, puede haber muchas diferencias genéticas entre poblaciones humanas, incluyendo diferencias que pueden llegar a corresponder con las viejas clasificaciones de 'raza', que son diferencias reales en el sentido de hacer que un grupo sea mejor que otro para dar respuesta a un problema medioambiental concreto. Esto de ninguna manera quiere decir que un grupo en general es “superior” a otro, o que un grupo debería ser preferido sobre otro. Pero nos advierte que debemos estar preparados para discutir las diferencias genéticas entre las poblaciones humanas.
Mark Pagel, profesor de Biólogía Evolutiva, Universidad de Reading

Sin embargo destaca que en la prehistoria sí existieron diferentes especies de seres humanos, los cuales incluso convivieron en el mismo periodo de tiempo con el H Sapiens. La evidencia genética actual apoya y refuerza la hipótesis de que el H. sapiens surgió en África y convivió y sustituyó a los Homo sapiens arcaicos en ese continente, y posteriormente al emigrar fuera de África, también habría convivido con el Homo erectus, el Homo neanderthalensis y el hombre de Denísova en Europa y Asia; y que antes de finalmente haber sustituido a estas especies, habría existido una introgresión e hibridación con ellas, las que aportaron genes y fenotipos nuevos a los seres humanos que salieron fuera de África. Actualmente las últimas investigaciones indican que dentro de la historia evolutiva humana además de haber habido introgresiones en varias ocasiones con los Homo sapiens arcaicos (hace unos 340.000 años aprox); además al salir el H. sapiens de África, existió posteriormente una hibridación con otras especies “razas” homínidas más antiguas, tales como el Homo neanderthalensis (de un 1 % a un 4 % de genes neandertales por persona, y de un 20 % en su sumatoria del porcentaje total de genes dentro del genoma de la población actual, principalmente en Europa); e igualmente hibridación con el Homínido de Denísova (la población local que vive actualmente en Papúa Nueva Guinea, en el Sudeste Asiático, le debe al menos el 3 % de su genoma por persona a los Homínidos de Denisova).

### Declaraciones de la Unesco
Respecto a las razas, las declaraciones científicas que quizás gozan de más autoridad son las de un grupo de expertos reunidos por la Unesco (Organización de las Naciones Unidas para la Educación, la Ciencia y la Cultura). En 1950, 1951, 1964 y 1967 se celebraron reuniones en las que un grupo internacional de antropólogos, zoólogos, médicos, anatomistas y otros promulgaron de común acuerdo cuatro declaraciones sobre las razas. La última enfatizaba los tres puntos siguientes:
A “Todos los seres humanos que viven hoy día pertenecen a la misma especie y descienden del mismo tronco.”
B “La división de la especie humana en ‘razas’ es en parte convencional y en parte arbitraria, y no implica ninguna jerarquía en absoluto. […]”
C “El conocimiento biológico actual no nos permite imputar los logros culturales a las diferencias en el potencial genético, sino que solo deberían atribuirse a la historia cultural de los diferentes pueblos. Los pueblos del mundo actual parecen poseer igual potencial biológico para alcanzar cualquier nivel de civilización.”